# Geto
Geto je prostor ili dio grada na kojem žive osobe na osnovi određene rasne ili etničke pripadnosti. Povijesno gledano, geto je bio prostor u Veneciji na kojem su živjeli Židovi, i koji se zvao Venecijanski geto. U Drugom svjetskom ratu postojao je i Varšavski geto.
U sadašnjosti pojam se rabi za opisivanje siromašnih gradskih područja velikih gradova u kojima živi određena rasna ili etnička skupina. 
Geta nastaju na tri načina:
- Kao zajednice doseljenika (naročito ako je zajednica rasno homogena)
- Kada većinska zajednica nasiljem, bojkotom ili zakonski prisili manjinu da živi u određenoj zoni
- Kada se zajednica zahvaljujući svojoj financijskoj moći izolira